# 笹川博義
笹川 博義（ささがわ ひろよし、1966年〈昭和41年〉8月29日 - ）は、日本の政治家、実業家。自由民主党所属の衆議院議員（5期）。農林水産副大臣。
衆議院農林水産委員長、環境副大臣、環境大臣政務官、群馬県議会議員（2期）、ヤマト発動機社長などを歴任。
父は自民党総務会長などを務めた元衆議院議員の笹川堯。祖父は衆議院議員や日本船舶振興会会長などを務めた笹川良一。笹川平和財団名誉会長の笹川陽平は叔父。

## 来歴

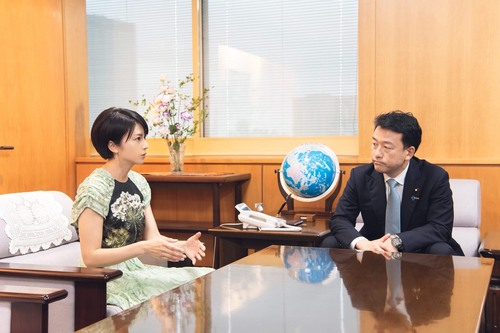
2018年7月6日、環境大臣政務官時に中央合同庁舎第五号館にて柴咲コウ（左）と

東京都出身（現住所は群馬県太田市小舞木町）。笹川尭の三男、また笹川良一の孫の一人。明治大学付属中野高等学校卒業。明治大学政治経済学部中退。
新進党に入党し、1996年の第41回衆議院議員総選挙に群馬3区から出馬して落選。
その後自由民主党に移籍し、2000年の第42回衆議院議員総選挙の比例北関東ブロック、2004年の第20回参議院議員通常選挙の比例区に出馬するも共に落選した。
2007年の群馬県議会議員選挙に太田市選挙区から出馬し初当選。2期連続トップ当選。
2012年1月5日、自民党群馬県連が実施した群馬3区支部長の公募で選ばれた清水聖義太田市長が次期衆院選への出馬を見送ることを表明。自民党群馬県連は群馬3区支部長の再公募を実施し、笹川は再公募に応募した。選考の結果、再公募に応じた8名の中から笹川が選ばれた。
同年2月29日、自民党本部は選対役員会で笹川を同党群馬3区支部長にすることを正式に決定した。
2012年12月16日の第46回衆議院議員総選挙に立候補するため、同年11月19日付で県議会議員を辞職。同選挙では1996年と同じ群馬3区から立候補し、初当選した。
2014年12月14日の第47回衆議院議員総選挙で再選。
2017年8月、第3次安倍第3次改造内閣にて武部新衆議院議員と共に環境大臣政務官に就任。
同年10月22日の第48回衆議院議員総選挙で3選。
同年11月2日、第4次安倍内閣にて環境大臣政務官に再任。
2018年12月5日、山本一太参院議員が翌年実施予定の群馬県知事選挙への立候補を表明した。山本の立候補表明を受けて、自民党群馬県連は2019年1月8日、山本の県連会長職の業務を代行するために県連会長代行の役職を新たに設置し、山本の指名に基づいて笹川が同日に会長代行に就任した。
2020年9月18日、菅義偉内閣にて堀内詔子衆議院議員と共に環境副大臣に就任。
2021年10月31日、第49回衆議院議員総選挙で4選。
2022年10月3日、衆議院の農林水産委員長に就任。
2024年10月の第50回衆議院議員総選挙で5選。
同年11月13日、第2次石破内閣にて農林水産副大臣に就任。

## 政策
- 憲法改正に賛成[22]。
- 集団的自衛権の行使を禁じた政府の憲法解釈を見直すことに賛成[22]。
- 日本の核武装について将来にわたって検討すべきでないとしている[22]。
- 女性宮家の創設に反対[22]。
- 「当面は財政再建のために歳出を抑えるのではなく、景気対策のために財政出動を行うべきだ」という意見にどちらかと言えば賛成[23]。
- 時限的又は恒久的に消費税率を引き下げることにどちらかと言えば賛成[23]。
- 原子力規制委員会の審査に合格した原発の運転再開にどちらかと言えば賛成[24]。
- 選択的夫婦別姓制度導入についてはどちらとも言えない[24]。
- 「消費税0％の検討」を掲げた『国民を守るための「真水100兆円」令和2年度第2次補正予算に向けた提言』に賛同している[25]。

## 人物
趣味は映画鑑賞、ガーデニング、読書。好きな言葉は「広く人々を愛し、争いごとは好まない」という意味の言葉である「兼愛非攻」。

## 活動
- 笹川環境副大臣は2020年10月1日、特定外来生物のヒアリが相次いで見つかっている名古屋港の飛島ふ頭を視察した[28][29]。ヒアリの発見個所や今後の対応などを確認した[28][29]。笹川はヒアリの生息しやすい場所（ふ頭の緑地帯や経年劣化した道路）の管理が課題であるとの認識を示した[28]。
- 2020年11月6日、環境副大臣の笹川は収容者が保護犬を訓練するプログラムを取り入れている八街少年院を視察し、ドックトレーナーや職員らと意見交換を行った[30][31]。
- 2021年3月11日、東日本大震災で校舎や敷地に甚大な被害を受けた宮城県農業高校の生徒が育てた桜の新品種「玉夢桜」[注 1]の苗木を東京・新宿御苑に移すための引き渡し式が同苑で開かれた[33][32][34]。そこに参加した環境副大臣・笹川らは苗木を植樹した[33]。

## エピソード
- 2012年11月13日に父である笹川堯が東京都知事選挙への立候補を表明した際には、笹川博義は事前に何も知らされておらず新聞の取材に対して半信半疑の様子を見せた[35]。
- 2014年1月24日に召集された第186回国会において、大臣、副大臣、政務官、補佐官、議長、副議長、委員長のいずれの要職にもついていなかったのみならず、質問、議員立法、質問主意書提出のいずれもなかった国会議員64人の内の1人だったことがNPO法人万年野党によって指摘された[36][37][38]。万年野党で事務局長を務める高橋亮平は、国会議員の役職は期数により配分されることや自民党の議員数が多過ぎるため質問機会が自民の新人議員にまで回ってこないこと、「議員立法」での提案や内閣への「質問主意書」提出は与党新人議員には難しいことなどを指摘した[37]。
- 2016年9月26日に召集された第192回国会において、若手政治家の登竜門と言われる[39]議事進行係（第88代）に任命された[40][41]。
- 2016年の第192回国会で議事進行係を務めていたが、11月8日の本会議において、パリ協定の承認案の採決が残っている段階で「ぎちょー（議長）！」と叫びフライングしたため大島理森議長が笹川を制止した[42][43]。その後、笹川は取材に対して「二度と起こさないよう猛省の上で、しっかりと頑張って責務を果たしたい」と語った[42]。
- 2021年5月10日に小泉進次郎環境大臣が虫垂炎で入院した際には、笹川環境副大臣らが数日間業務を代行した[44][45]。
- 2024年の自民党総裁選においては、同じ平成研に所属していた茂木敏充の推薦人に名を連ね、茂木陣営の選対事務局長を務めた[46]。群馬県内では笹川のほかに井野俊郎衆院議員も茂木への支持を表明した[46]。栃木県出身の茂木は全国の党員票数が9候補中下位に沈んだが、栃木の隣県である群馬県内では石破・高市・小泉に次ぐ4位と健闘した[47][48]。
- 2025年の第27回参議院議員通常選挙で自民党が不振に終わった後の石破おろしでは、両院議員総会開催を求める署名集めの中心的人物となった[49][50][51][52]。一方で、現役の農林水産副大臣であることから、立憲民主党代表の野田佳彦からは「副大臣を辞めてから言うべきだ」と批判された[53][54]。

## 不祥事
- 2012年の衆議院選挙において、笹川の運動員で70代の男性会社役員が公選法違反（供応買収）の疑いで書類送検された[55][56]。太田市の飲食店で笹川氏陣営の他の運動員数人に票のとりまとめを依頼するため、1人当たり数千円相当の飲食で接待した疑い[55][56]。

## 所属団体・議員連盟
- 日本会議国会議員懇談会[57]
- TPP交渉における国益を守り抜く会
- 日本建設職人社会振興議員連盟
- 空手道推進議員連盟
- 障がい者の自立のために所得向上をめざす議員連盟

## 選挙歴
| 当落 | 選挙                     | 執行日         | 年齢 | 選挙区             | 政党       | 得票数    | 得票率 | 定数 | 得票順位 /候補者数 | 政党内比例順位 /政党当選者数 |
| ---- | ------------------------ | -------------- | ---- | ------------------ | ---------- | --------- | ------ | ---- | ------------------ | ---------------------------- |
| 落   | 第41回衆議院議員総選挙   | 1996年10月20日 | 30   | 群馬県第3区        | 新進党     | 4万1452票 | 24.94% | 1    | 2/4                | /                            |
| 落   | 第42回衆議院議員総選挙   | 2000年06月25日 | 34   | 比例北関東ブロック | 自由民主党 | ――票      | ――     | 20   | /                  | /7                           |
| 落   | 第20回参議院議員通常選挙 | 2004年07月11日 | 37   | 参議院比例区       | 自由民主党 | 8万7575票 | ――     | 48   | /                  | /                            |
| 当   | 2007年群馬県議会議員選挙 | 2007年4月8日   | 41   | 太田市選挙区       | 自由民主党 | 1万5266票 | ――     | 5    | 1/8                | /                            |
| 当   | 2011年群馬県議会議員選挙 | 2011年4月10日  | 45   | 太田市選挙区       | 自由民主党 | 1万9073票 | ――     | 5    | 1/7                | /                            |
| 当   | 第46回衆議院議員総選挙   | 2012年12月16日 | 46   | 群馬県第3区        | 自由民主党 | 8万4363票 | 51.11% | 1    | 1/4                | /                            |
| 当   | 第47回衆議院議員総選挙   | 2014年12月14日 | 48   | 群馬県第3区        | 自由民主党 | 8万3837票 | 56.15% | 1    | 1/3                | /                            |
| 当   | 第48回衆議院議員総選挙   | 2017年10月22日 | 51   | 群馬県第3区        | 自由民主党 | 8万3446票 | 55.30% | 1    | 1/2                | /                            |
| 当   | 第49回衆議院議員総選挙   | 2021年10月31日 | 55   | 群馬県第3区        | 自由民主党 | 8万6021票 | 42.99% | 1    | 1/3                | /                            |
| 当   | 第50回衆議院議員総選挙   | 2024年10月27日 | 58   | 群馬県第3区        | 自由民主党 | 7万4930票 | 50.07% | 1    | 1/2                | /                            |

## 家族・親族

### 笹川家
（群馬県太田市小舞木町、東京都）
- 祖父・良一（政治運動家、社会奉仕活動家）
- 父・堯（政治家）
- 叔父・陽平（笹川良一と妾の子[58][59]、社会運動家）
- 母
- 次兄・和弘[60]（関東開発会長）
- 妻・純美代（群馬県太田市藤久良町出身）[26]
- 長男[26]
- 長女[26]
- 次女[26]
- 大おじ[要出典]

笹川了平（元大阪日日新聞社主）
笹川春二（元大阪府モーターボート競走会会長）
- おじ[要出典]

笹川勝正（群馬県モーターボート競走会会長を務めた）